# ダウン県
ダウン県（英: County Down、アイルランド語: Contae an Dúin、スコットランド語: Coontie Doon）は、アイルランド島の北アイルランド（イギリス）にある県。アイルランド島北東部アルスター地方に属す。県都とはなっておらず他県にも属すがベルファストが最大の都市となっている。

## 地理
ダウン県にはモーン山地がある。最高峰はスリーブ・ドナルド山（852m）である。また、ラガン川の水源となっているスリーブ・クルーブ山（532m）も有名な山である。
県内にはアード半島とレケール半島の2つの大きな半島があり、そのうちアード半島にはアイルランド島の最東端「バーポイント岬」もある。アード半島とアイルランド島本島の間にはスタングフォード湖がある。
わずかだが、アイルランド島最大の湖ネイ湖に接している。アントリム県との境界のほとんどはラガン川で区切られている。そのほかバン川が県の中南部を流れる。

### 主な都市
ダウン県にはベルファストなど隣のアントリム県やアーマー県にも属す（2つの県に属す）市がある。そのうち、ベルファスト、リズバーンはダウン県の都市と言うよりもアントリム県の都市としての側面が強い。ニューリーについてはダウン県の都市としての側面とアーマー県の都市としての側面が同じ程度である。中核となる都市は隣の県にも属し、ダウン県の都市としての側面は薄いもののベルファストが中核となっている（県内にベルファスト都市圏に属す自治体がある）。ダウン県のみに属す市の中で最大の都市はバンガーである。
以下にはダウン県の主要な都市や著名な都市（町村）を掲載した。数字は人口であり、掲載順は人口の多い順である。
- ベルファストの一部（アントリム県にも属す、全体の人口は276,459人）
- リズバーンの一部（アントリム県にも属す、全体の人口は71,465人）
- バンガー（58,388人）
- ニュータウナーズ（27,821人）
- ニューリーの半分（アーマー県にも属す、全体の人口は27,433人）
- ダンドナルド（約20,000人）
- バンドブリッジ（14,744人）
- ハリウッド（12,037人）
- ダウンパトリック（県都、10,316人）
- コンバー（8,933人）
- ニューキャッスル（7,444人）
- ウォレンポイント（7,000人）
- カリーダフ（6,595人）
- ドナガディー（6,470人）
- キリール（6,338人）
- バリーナヒンチ（5,364人）
- ドロモア（4,968人）

|                | 北: アントリム県   |                    |
| 西: アーマー県 | ダウン県           | 東: アイリッシュ海 |
|                | 南: アイリッシュ海 |                    |